# Ugyops bougainvillei
Ugyops bougainvillei är en insektsart som beskrevs av Frederick Arthur Godfrey Muir 1921. Ugyops bougainvillei ingår i släktet Ugyops och familjen sporrstritar. Inga underarter finns listade i Catalogue of Life.